# Лінда Гарсія

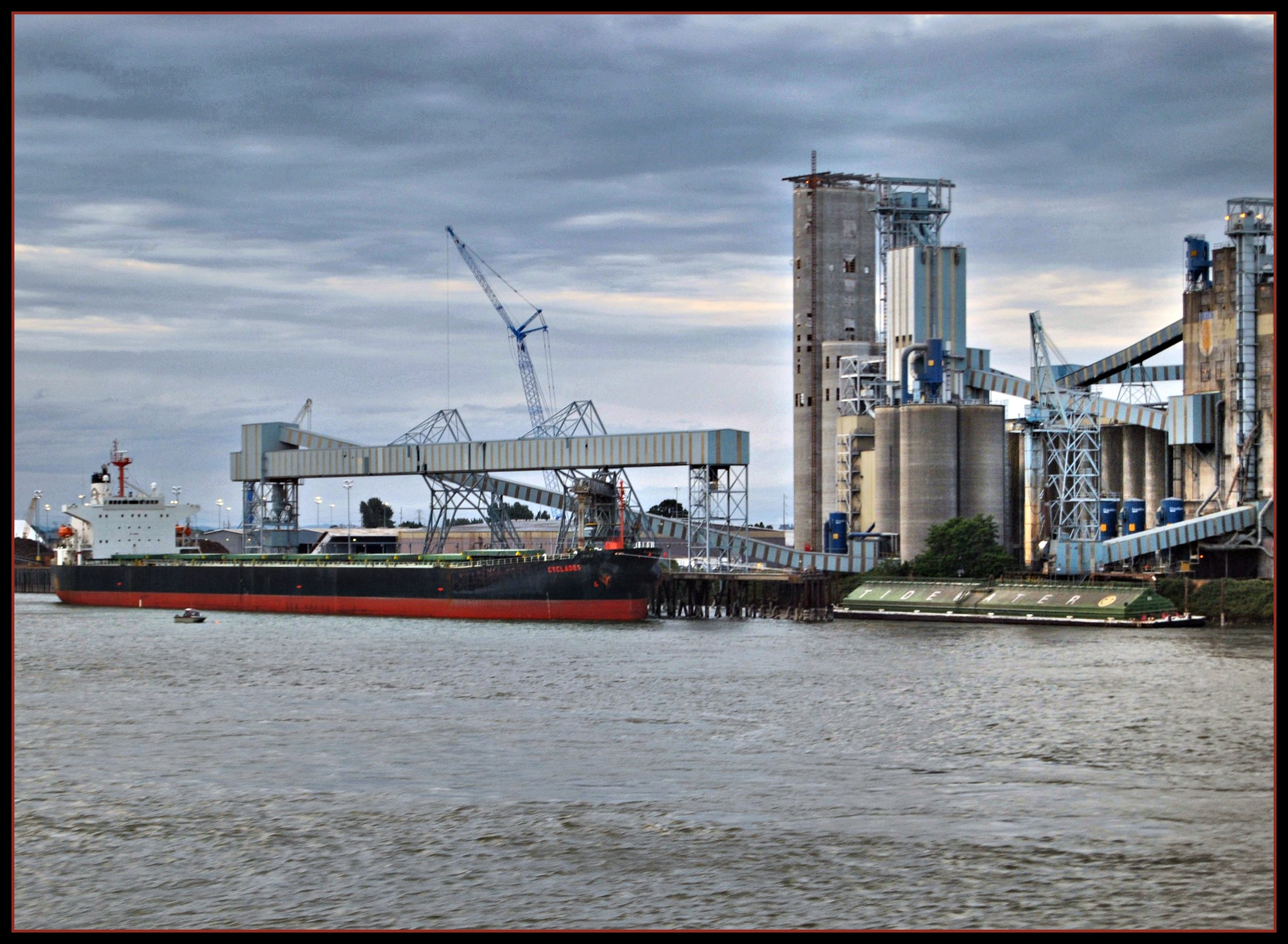
Порт Ванкувера, Вашингтон

Лінда Гарсія (нар. близько 1969 р.) — американська екологічна активістка з Ванкувера, штат Вашингтон. У 2013 році вона почула про плани створення нафтового терміналу Tesoro Savage в порту Ванкувера, який буде найбільшим в Америці. Вивчивши записи компанії, вона повела кампанію проти проєкту, успішно гуртуючи громадську опозицію. У січні 2018 року губернатор Джей Інслі відмовив у наданні необхідних дозволів, поклавши край проєкту. На знак визнання її зусиль у квітні 2019 року Гарсія була однією з шести екологинь та екологів, які були нагороджені екологічною премією Goldman.

## Раннє життя
У 1969 році Гарсія народився у Вілмінгтоні, штат Делавер.
У дитинстві Гарсія страждала від запахів хімічних заводів у цьому районі.

## Кар'єра
У квітні 2013 року Гарсія дізналася про плани розвитку нафтового терміналу Tesoro Savage неподалік від її будинку у Фрукт-Веллі (Ванкувер), вона занепокоїлася тим, що забруднення, що виникло, може зашкодити здоров'ю легеневої гіпоплазії її сина та хронічної астми дочки.
Як лідер Асоціації сусідства Фруктової долини, Гарсія досліджував історію Tesoro Corporation, провідної компанії в проекті. Вона виявила, що кампанія заборгувала 10 мільйонів доларів США штрафів за забруднення повітря та 720 000 доларів США за порушення безпеки. Гарсія заручилася підтримкою спілок та бізнес-асоціацій району, які також були стурбовані потенційною небезпекою для здоров'я. Вона стала їх речницею, висловлюючи свої занепокоєння на зустрічах та агітуючи проти проєкту.
Гарсії вдалося спонукати міську раду Ванкувера подати апеляцію на пропозицію до Ради оцінки енергетичних об'єктів (EFSEC) штату Вашингтон. Незважаючи на важку хворобу, вона відвідувала всі їхні зустрічі з 2014 по 2017 рік, представляючи інтереси жителів Фруктової долини. У листопаді 2017 року завдяки її участі EFSEC одноголосно рекомендував державі відмовити у видачі дозволу на нафтовий термінал, посилаючись на ризики для «життя, безпеки, майна та навколишнього середовища». У січні 2018 року губернатор Інслі продовжив голосування, відмовивши у видачі дозволів на проєкт. В результаті Tesoro Savage і порт розірвали оренду компанії, фактично скасувавши всі подальші плани щодо терміналу.
У квітні 2019 року Гарсія була нагороджена екологічною премією Goldman за запобігання розвитку найбільшого в Північній Америці нафтового терміналу та забезпечення безпеки та добробуту її громади.